# William Nygaard

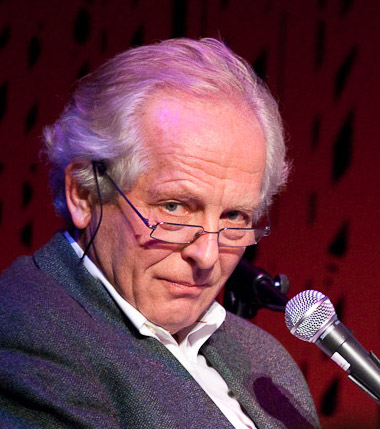
William Nygaard

William Nygaard (Oslo, 16 de março de 1943) é um editor norueguês, diretor da editora H. Aschehoug & Co. que se tornou conhecido internacionalmente ao ter sido vítima de uma tentativa de assassinato em 11 de Outubro de 1993, à qual ele conseguiu sobreviver com ferimentos graves. Nygaard foi o editor na Noruega da obra de Salman Rushdie, Versos Satânicos.